# Быков, Анатолий Петрович
Анато́лий Петро́вич Бы́ков (род. 17 января 1960, Еловка, Иркутская область, РСФСР, СССР) — российский бизнесмен, политический и общественный деятель.
Председатель Совета директоров Красноярского алюминиевого завода (1998—2000). Депутат Законодательного собрания Красноярского края (1997—2016).
По данным СМИ, Быков в 1990-х — начале 2000-х годов был самым влиятельным человеком преступного мира Красноярского края, где известен под прозвищами «Толя-Бык» и «Челентано». В 1999—2003 годах был несколько раз осуждён, затем амнистирован с последующим снятием судимости. В начале мая 2020 года задержан и находился под следствием по обвинению в организации в 1990-е годы четырёх заказных убийств и причастности к руководству преступным сообществом Красноярского края. 7 сентября 2021 года был приговорён Свердловским районным судом Красноярска к 13 годам колонии общего режима за организацию двойного убийства в 1994 году. 12 мая 2023 года Центральный районный суд Красноярска также приговорил Быкова к 12 годам лишения свободы в колонии строго режима.

## Биография

### Происхождение
Родился 17 января 1960 года в селе Еловка Иркутской области четвёртым ребёнком в семье рабочих. Отец был разнорабочим (печник, плотник, рабочий элеватора), а мать работала уборщицей в школе и подрабатывала в детском саду. В 1961 году семья переехала в Назарово.
В 1975 году окончил 8 классов Назаровской средней школы № 12, после чего поступил в Назаровский строительный техникум, окончив его в 1979 году по специальности «промышленное и гражданское строительство». В школе Быков занимался различными видами спорта: баскетболом, волейболом, лыжами, боксом. В техникуме он продолжил занятия боксом, выполнив в итоге норматив кандидата в мастера спорта по боксу. После окончания техникума был призван в армию.

### Профессиональная деятельность
В 1981—1982 годах работал на Назаровском заводе сельскохозяйственного машиностроения.
В 1982 году поступил на факультет физического воспитания и начальной военной подготовки Красноярского государственного педагогического института, который окончил в 1987 году. В 1987—1991 годах работал учителем физической культуры в школе № 2 Назарова.
Переехав в Красноярск, в 1990 году основал фирму СТМ («Строительство, технологии, металл»).
В 1991—1993 годах — менеджером по снабжению ППО «Мебель».
В 1993—1996 годах — исполняющий обязанности коммерческого директора ТОО «Мечта».
С 1992 года работал в коммерческой группе красноярского банка «Металэкс».
В 1992 году выкупил 10 % акций ОАО «Красноярского алюминиевого завода» (КрАЗа). В 1995 году стал членом Совета акционеров «КрАЗа». В 1996 году стал членом Совета директоров ОАО «КрАЗ». 2 октября 1997 года был назначен вице-президентом банка «Российский кредит». С 1998 по 2000 год являлся председателем Совета директоров «КрАЗа». В середине 1990-х годов был одним из учредителей красноярского телеканала «ТВК».

### Проблемы с законом, уголовные дела и судебные разбирательства

#### Криминальная репутация
Многочисленные источники в СМИ неоднократно указывали на связи Анатолия Быкова с криминальными кругами. В частности, его называли «королём» и самым влиятельным человеком преступного мира Красноярского края, главным криминальным авторитетом Сибири, указывают на известность в «определённых кругах» под кличкой «Толя-Бык» и «Челентано». Ему приписывали причастность к рэкету в отношении предприятий мелкой розничной торговли. Также СМИ указывали, что Быков и дважды судимый лидер местной преступной группировки Владимир Татаренков в начале 1990-х годов организовывали убийства противостоявших им уголовных «авторитетов», и к концу 1994 года группировка Быкова и Татаренкова контролировала почти все гостиницы, казино, станции автосервиса Красноярска. По данным СМИ, он осуществлял контроль над местной проституцией. Эти утверждения не были опровергнуты Быковым публично. Также СМИ указывали, что криминальные успехи Быкова были обусловлены его тесными связями с местным УВД, которое использовало Быкова в качестве «агента влияния».
По сведениям «Новой газеты», лица из окружения Быкова подозревались в совершении свыше 20 убийств.
По сведениям, опубликованным в ряде изданий, в начале своей криминальной карьеры Быков имел тесные отношения и пользовался покровительством криминальных авторитетов Виктора Липнягова («Ляпы»), Юрия Толмачёва («Толмача»), Салима Абдувалиева («Салим»). Также Быков длительное время поддерживал дружеские связи с известным криминальным авторитетом Вячеславом Иваньковым («Япончиком»). После выборов 1998 года Быковым была сделана ставка на установление тесных связей с представителями местных силовых структур. Это привело к конфликту со старыми криминальными покровителями. В результате этого конфликта Ляпа, заказавший убийство Быкова, был убит сам.

#### «Первая алюминиевая война»
В 1994 году Быков по договоренности с генеральным директором Красноярского алюминиевого завода (КрАЗа) Колпаковым в обмен на гарантии полной поддержки стал членом совета директоров завода и получил 10 % его акций. Затем Быков «вычеркнул из реестра» 17 % акций завода, принадлежавших компании Trans World Group (TWG). В прессе этот конфликт Быкова с другими акционерами КрАЗа получил название «первой алюминиевой войны».
В сентябре 1997 года Быков стал вице-президентом банка «Российский кредит», крупнейшего акционера завода.
В бытность Быкова председателем Совета директоров КрАЗа ему принадлежало 28 % акций завода. Войдя в руководство КрАЗа, Быков распространил своё влияние на другие предприятия Красноярска. Для этого он создал в 1995 году финансово-промышленную группу «Транснациональная алюминиевая компания» (ТаНаКо)", в которую вошли «Красноярскэнерго», Красноярская ГЭС, Ачинский глинозёмный комбинат, Ачинский НПЗ, АООТ «Разрез 'Бородинский'», ГП «Красноярская железная дорога», банк «Металэкс», компания «Медистал» и фонд имущества Красноярского края.
На краевых выборах губернатора в 1998 году поддержал Александра Лебедя, однако вскоре разочаровался в нём, когда тот инициировал проверку завода:

Я поверил Александру Лебедю и ошибся в нём, как в губернаторе. Его люди — дети, которые вытирают ноги об экономическую элиту края, по три дня работают, а потом улетают к маме с папой в Москву. А бумаги, которые надо подписать, не подписываются неделями. Создаются какие-то фонды для развития губернаторских программ, но я вижу, куда эти деньги идут. Мы избирали Лебедя губернатором края, а не как будущего кандидата в президенты. Губернатор должен быть как отец родной. Краевая администрация не должна лезть в дела завода, как я в своё время не стал проситься в губернаторскую команду.
— Быков о своей поддержке кандидатуры Лебедя на губернаторских выборах, 1998
В апреле 1999 года против Быкова было возбуждено уголовное дело по 4 статьям Уголовного кодекса РФ. Его обвиняли в причастности к убийству, легализации незаконно полученных денежных средств, незаконном хранении оружия, незаконных валютных операциях. Впоследствии к обвинениям был добавлен невозврат кредитов, которые он также получил путём вымогательства. Быков выехал из России в Венгрию, где был арестован по запросу российских правоохранительных органов.
В конце 1999 году в Греции был арестован бывший соратник Быкова Татаренков. Он дал показания о причастности Быкова к убийствам ряда красноярских уголовных «авторитетов» и предпринимателей. Была также показана по телевидению видеозапись заявлений Татаренкова с обвинениями Быкова в убийствах. После этого Быков был выдан Венгрией российским следственным органам. Но Татаренков неожиданно отказался от своих показаний, после чего Быков был освобожден.
Весной 1999 года Быков начал конфликтовать с Лебедем и выехал за границу (осенью его арестовали в Венгрии по требованию российской стороны). Конфликт предпринимателя с законом впоследствии использовал «Русский алюминий», созданный Дерипаской и Романом Абрамовичем — партнёры сначала размыли долю Быкова, а потом выкупили её.
В 2000 году совет директоров КрАЗа принял решение о сложении с Анатолия Быкова полномочий председателя совета директоров.
4 октября 2000 года Быков был вновь арестован, и в 2002 году Мещанский межмуниципальный суд Москвы признал его виновным в том, что он заказал наёмному убийце убийство Вилора Струганова по кличке «Паша-Цветомузыка» (киллер сообщил о заказе правоохранительным органам, и убийство Струганова было инсценировано) и приговорил его к шести с половиной годам лишения свободы условно с испытательным сроком в течение пяти лет. На суде Быков признал вину в подготовке убийства и незаконном хранении оружия.
В 2001 году «Русалу» удалось провести дополнительную эмиссию акций КрАЗа, в результате которой изначальный пакет в 28 процентов акций, принадлежавший Быкову, уменьшился до 5 процентов. Сам Быков, с весны 1999 года находившийся под следствием, в общей сложности провёл в заключении 20 месяцев (в июне 2002 года получил условный срок и был отпущен на свободу в зале суда). После этого Быков заявил, что отходит от алюминиевого бизнеса (по другим данным, осенью 2002 года по-прежнему выражал намерение вернуть себе прежнюю долю КрАЗа).
В 2003 году возобновились слушания по делу о совершенном в 1996 году убийстве жителя Назарова Олега Губина, где Быкову вменялось соучастие в организации убийства и незаконный оборот оружия. 1 июля 2003 года Красноярский краевой суд признал Быкова невиновным в убийстве и незаконном обороте оружия. Обвинение было переквалифицировано на ст. 316 УК РФ. За укрывательство убийства Быков был осуждён на год лишения свободы и сразу же амнистирован в зале суда.
В апреле 2004 года Дерипаска уладил имущественные споры с Быковым, заключив с ним мировое соглашение и выплатив 107 миллионов долларов компенсации.
В апреле 2005 года Октябрьский районный суд Красноярска снял с Быкова условный срок и погасил судимость, так как он отбыл половину срока без правонарушений, активно работал в качестве депутата, а также вел широкую благотворительную деятельность.
Анатолий Быков обратился в Европейский суд по правам человека с просьбой рассмотреть его дело. 10 марта 2009 года ЕСПЧ удовлетворил иск Анатолия Быкова, обвинившего РФ в незаконном использовании в судебном процессе против него данных, полученных в результате спецоперации, и незаконном продлении содержания под стражей. Согласно решению суда, российские власти должны были выплатить Быкову 1 тысячу евро за моральный ущерб и 25 тысяч евро возмещения судебных издержек.

#### Обвинение в организации заказных убийств и руководстве преступным сообществом
7 мая 2020 года Быков был задержан сотрудниками МВД и ФСБ России в Красноярске и доставлен в Главное следственное управление Следственного комитета Российской Федерации по Красноярскому краю и Республике Хакасия. В тот же день сотрудниками Следственного комитета РФ были проведены обыски в доме Быкова в Красноярске и на даче в Крыму, в ходе которых, по словам официального представителя СК РФ Светлана Петренко, «были изъяты фотоматериалы, относящиеся к периоду совершения преступления, а также документы, представляющие интерес для следствия»; кроме того, она сообщила, что Владимир Татаренков, в настоящее время отбывающий наказание в виде 13 лет лишения свободы, который был ранее признан судом в качестве одного из организаторов убийства, дал показания, ставшие «одним из оснований подозрений, которые сейчас Анатолию Быкову вменяются», а также указала, что во время очной ставки с Быковым Татаренков подтвердил свои показания о причастности первого к совершенному в 1994 году двойному убийству.
8 мая Свердловский районный суд Красноярска принял решение об аресте Быкова на срок до 4 июля 2020 года; 11 мая его адвокат Алексей Прохоров подал апелляционную жалобу в коллегию по уголовным делам Красноярского краевого суда, с целью добиться освобождения под залог или под домашний арест, которая 22 мая была отклонена. 29 июня Железнодорожный районный суд продлил арест до 3 октября и, несмотря на поданую адвокатами апелляцию, 16 июля его решение поддержал Красноярский краевой суд. 30 сентября Железнодорожный районный суд продлил арест до 6 декабря 2020 года. 22 октября 2020 года Красноярский краевой суд рассмотрев «апелляцию на решение Железнодорожного суда и принял решение избрать мерой пресечения домашний арест до 6 декабря», хотя 3 ноября 2020 года, в связи с повторным задержанием Быкова 22 октября, при рассмотрении апелляции стороны защиты Красноярский краевой суд постановил её отклонить и оставить ходатайство о домашнем аресте без удовлетворения. 16 декабря 2020 года Железнодорожный районный суд Красноярска продлил арест сроком на два месяца до 24 февраля 2021 года; 19 февраля до 21 апреля и 16 апреля до 21 июня 2021 года. Ранее сотрудник пресс-службы Красноярского краевого суда также сообщал, что Свердловский районный суд Красноярска продлевал домашний арест до 26 июля 2021 года
15 мая Главное следственное управление Следственного комитета Российской Федерации по Красноярскому краю и Республике Хакасия предъявило Быкову обвинение (пункты «д», «з», «н» статьи 102 УК РСФСР) в организации летом 1994 года заказных убийств Кирилла Войтенко и Александра Наумова, двух членов возглавляемой им преступной группировки, которых он считал ответственными за покушение на себя. В тот же день Следственным комитетом РФ была опубликована видеозапись ранее проведённой очной ставки, где наряду с Татаренковым свидетельские показания дали Сергей Бакуров и Владимир Чучков, которые, по версии следствия, являются исполнителями данных убийств.
13 июля Главное следственное управление Следственного комитета Российской Федерации по Красноярскому краю и Хакасии также предъявило Быкову обвинение по части 1 статьи 210 УК РФ. Согласно материалам следствия в 1993—1995 годах он создал организованные преступные группировки, включая свою, а также присоединил к ней группировки Вилора Струганова, Владимира Татаренкова и других, а после 1997 года занимался координинацией их преступной деятельности и создавал всё условия для совершения ими преступлений. Следствие считает, что благодаря Быкову между группировками был осуществлён раздел доходов и сфер преступного влияния с целью совершения тяжких и особо тяжких преступлений и захвата власти в преступной среде Красноярского края: так в 1997 году члены его группировок совершили убийство Артюшкова, в 1998 году — Филиппова и в 1999 году — Хонина.
21 сентября 2020 года Главное следственное управление Следственного комитета Российской Федерации по Красноярскому краю сообщило, что по предварительной версии следствия, примерно в начале октября 2004 года в посёлке Удачном, расположенном вблизи Красноярска, Быков убедил своего знакомого убить 38-летнего вице-президента Федерации бокса Красноярского края Андрея Грабовского. Само покушение произошло 1 ноября 2004 года, когда исполнитель убийства расстрелял из автомата Калашникова автомобиль BMW, на котором потерпевший ехал по дороге в направлении посёлка Овинный. Грабовский остался жив, поскольку успел во время обстрела увести свой автомобиль в сторону и пули пробили и кузов автомобиля и лобовое стекло, а киллер после этого скрылся с места происшествия.
28 октября 2020 года «следственными органами Следственного комитета России по Красноярскому краю и Республике Хакасия предъявлено обвинение Анатолию Быкову в совершении преступления, предусмотренного частью 4 статьи 33, пунктом „з“ части 2 статьи 105 УК РФ (подстрекательство к совершению убийства по найму)». Согласно материалам данным следствия, в сентябре 2004 года Быков, испытывая личную неприязнь, замыслил совершить убийство 42-летнего жителя Красноярска бизнесмена Андрея Неколова, являвшегося учредителем фирмы по переработке промышленных отходов. В период с сентября по октябрь 2004 года Быков, находясь на территории своего дома, находящегося в посёлке Удачном, встретился со своим знакомым и за 50 тысяч долларов заказал ему убийство потерпевшего. Следственный комитет отмечает, что: «После достигнутой договоренности киллер стал выслеживать потерпевшего и в утреннее время 18 января 2005 года около спуска к гаражному массиву, расположенному у дома № 66 по улице Ады Лебедевой города Красноярска, из пистолета ТТ произвёл в мужчину не менее четырёх смертельных выстрелов. При дальнейшей встрече Анатолий Быков заплатил знакомому за убийство учредителя фирмы часть денежных средств в сумме 10 тысяч долларов США». По словам его адвоката Андрея Прохорова, «в списке свидетелей обвинения, согласно обвинительного заключения, заявлено порядка 30 человек». Ключевым свидетелем обвинения выступает Татаренков, который согласился дать показания против Быкова, поскольку, когда отбывал наказание в колонии за совершение ряда тяжких и особо тяжких преступлений, рассчитывал на его поддержку, но «помощи не увидел за весь срок, а просидел я очень много» и поэтому «решил: пусть каждый отвечает за своё», попутно отметив, что «себе в этом ничего не выгадываю — мне уже мало осталось для освобождения». 11 июня 2021 года Следственный комитет России предъявил Быкову итоговое обвинение по данному делу, указав, что в октябре 2004 года тот встретился у себя дома в Удачном с Александром Живицей («Буль»), штатным киллером группировки криминального авторитета Вилора Струганова («Паша Цветомузыка»), предложив плату в размере $50 тысяч за устранение Неколова, заплатив Живице в конечном итоге лишь $10 тысяч из-за его «нерасторопности», поскольку прошло больше трёх месяцев от приёма заказа на убийство и до его исполнения. Преступление Живицы было раскрыто в 2013 году и он получил 12-летний срок тюремного заключения. Быков на допросах следователей отверг все обвинения, заявив, что у него отсутствовал мотив преступления. В свою очередь Алексей Прохоров, адвокат Быкова, в беседе с журналистом газеты «Коммерсантъ» Константином Вороновым, заявил следующее: «Свое уголовное преследование по этому уголовному делу, так же как и по другим делам, Анатолий Петрович считает политически мотивированным. Он связывает это со своей критикой руководства страны и региона по отношению к их действиям, связанным с Красноярским краем, а также с истечением запрета на право избираться ему в органы госвласти».
15 октября 2021 года Главное следственное управление Следственного комитета Российской Федерации по Красноярскому краю и Хакасии возбудило в отношении Быкова шестое уголовное дело, подозревая его в совершении преступления, предусмотренного ч. 4 ст. 33, п. «ж» ч. 2 ст. 105 УК РФ (подстрекательство, то есть склонение другого лица путем угрозы к совершению убийства, совершенного организованной группой). Согласно версии следствия, «в 1998 году по указанию Анатолия Быкова, желавшего поддержать и повысить свой авторитет среди лидеров и членов организованных преступных групп и иных лиц, имеющих отношение к криминальной среде Красноярского края, члены одной из находящихся в его подчинении организованной преступной группы совершили убийство 48-летнего жителя Красноярска — знакомого Анатолия Быкова, расстреляв последнего вблизи его дома, после чего скрылись с места преступления». По данным газеты «Коммерсантъ» и сетевого издания NGS24.ru речь идёт о криминальном авторитете Владимире Филиппове по кличке «Филипп», который стремился занять место «смотрящего» в Красноярском крае и был убит Анатолием Живицей рядом со своим домом на улице Алёши Тимошенкова.
7 июля 2022 года Главным следственным управлением Следственного комитета России по Красноярскому краю Быкову было предъявлено обвинение в руководстве преступным сообществом (ч. 1 ст. 210 УК РФ) и убийстве, совершенном организованной группой (п. «ж» ч. 2 ст. 105 УК РФ). Под данным следствия:
«В период с 1 января 1997 года по 19 июня 2002 года Быков осуществлял единоличное руководство преступным сообществом, созданным им в период с января 1990 года по январь 1997 года. В этом статусе он организовал в 1998 году убийства 48-летнего жителя Красноярска организованной группой, предварительно склонив её участников к совершению данного преступления».

#### Судебные приговоры
7 сентября 2021 года Свердловский районный суд Красноярска приговорил Быкова к 13 годам колонии общего режима за организацию двойного убийства в 1994 году.
12 мая 2023 года Центральный районный суд Красноярска приговорил Быкова к 11 годам лишения свободы за подстрекательство к убийству, назначив наказание в виде 17 лет лишения свободы в колонии строгого режима по совокупности и с учётом прошлого приговора.

#### Неуплата налогов
29 октября 2020 года Октябрьский районный суд вынес постановление и удовлетворил ходатайство следствия, наложив арест на семь объектов недвижимого имущества (пять земельных участков, жилой дом площадью 452,1 м² и нежилое здание площадью 978,4 м².) в Емельяновском районе Красноярского края, находившегося в собственности Быкова, общая кадастровая стоимость которых составила 81 млн. 36 тыс. 698 руб. 68 коп. Ущерб Управления Федеральной налоговой службы Российской Федерации по Октябрьскому району города Красноярска составил 78 миллионов 640 тысяч 593 рубля, поскольку в период с 2017 по 2019 годы Быков, не заплатил налоги на сумму больше 65 миллионов рублей (как физическое лицо) и ещё 12 миллионов рублей (как индивидуальный предприниматель).

### Политическая деятельность
В 1996 году принимал участие в выборах депутатов Назаровского городского Совета, был избран депутатом.
В 1997 году выдвинул свою кандидатуру на выборах в Законодательное собрание Красноярского края по десятому одномандатному избирательному округу (от Назаровского и Большеулуйского районов), по итогам голосования которого (70,3 %) был избран депутатом.
В 1998 году поддержал кандидатуру Александра Лебедя на выборах губернатора Красноярского края, победившего с результатом в 57,22 %.
В 1999 году баллотировался на выборах в Государственную думу Федерального собрания РФ третьего созыва по списку ЛДПР, однако, впоследствии, получил отказ в регистрации.
В 2000 году «Блок Анатолия Быкова» набрал более 40 % голосов на выборах депутатов Красноярского городского Совета, одержав победу.
В 2001 году «Блок Анатолия Быкова» участвовал в выборах депутатов Законодательного собрания края третьего созыва, заняв второе место среди 11 участников выборов и набрав более 16 % голосов. Сам Быков был избран депутатом по Октябрьскому одномандатному избирательному округу № 3, где за него проголосовали 53 % избирателей.
В 2003 году на сессии Законодательного собрания Красноярского края, Быкова досрочно лишили депутатских полномочий по его просьбе. В том же году Быков принял решение вновь баллотироваться в депутаты краевого парламента, а также участвовать в выборах в Государственную думу Федерального Собрания России четвёртого созыва. Но за неделю до голосования по жалобе соперника Красноярский краевой суд принял решение аннулировать регистрацию Быкова в качестве кандидата в депутаты Государственной думы в связи с нарушениями избирательного законодательства. 7 декабря 2003 года Быков вновь был избран депутатом Законодательного собрания края по Октябрьскому одномандатному избирательному округу № 3, набрав 54,84 % голосов избирателей.
В 2004 году избирательный блок сторонников Быкова «С верой и надеждой!», созданный для участия в выборах в городской Совет депутатов Красноярска, получил 32,06 % голосов избирателей.
В 2004 году вступил в политическую партию «Евразийский Союз». По данным одного из бывших партийных руководителей Павла Зарифулина, партия использовалась председателем её исполнительного комитета Петром Сусловым в качестве площадки для переговоров с чеченскими незаконными вооруженными формированиями. Ранее конфликты Быкова с чеченцами (главным образом вокруг КрАЗ) решались, в основном, силовым путём.
В 2005 году был избран членом Краевого комитета Красноярского регионального отделения политической партии «Евразийский Союз».
В 2006 году был избран председателем Исполнительного Комитета Красноярского регионального отделения «Евразийского Союза» на X конференции Красноярского регионального отделения партии.
В 2006 году блок «Евразийского Союза» в Назарове, партийный список который возглавил Быков, одержал победу на выборах в местный городской Совет депутатов, набрав 53,83 % голосов избирателей. Вскоре после этого партия была снята с регистрации в связи с несоответствием требованиям закона к численности её членов.
В 2007 году вновь победил на выборах в Законодательное собрание Красноярского края, набрав 58,42 % голосов в Октябрьском одномандатном избирательном округе № 3.
В 2009 году в интервью корреспонденту агентства РИА Новости пообещал через год уйти из политики, прекратив участвовать в выборах депутатов краевого собрания. Обещание выполнено не было.
В 2011 году в очередной раз успешно баллотируется в депутаты краевого Законодательного собрания, получив 61,50 % голосов избирателей в Октябрьском одномандатном избирательном округе № 4.
В 2012 году на выборах Главы города Красноярска поддержал Алексея Подкорытова, занявшего второе место с результатом в 12,03 % (при явке в 21,25 %), уступив лишь кандидату от «Единой России» Эдхаму Акбулатову.
В 2013 году возглавил региональное отделение политической партии «Патриоты России», которое на выборах в городской Совет депутатов Красноярска получило 14 мандатов из 36, набрав 25,62 % голосов.
В этом же году обратился к президенту России Путину с открытым письмом, содержащим «концентрат народных чаяний»; по собственному его признанию, подобные письма он писал Путину неоднократно.
В 2013 году в выборах депутатов не участвовал, поддержав кандидатуру своего племянника Валерия Быкова, который также является компаньоном Анатолия Быкова по бизнесу и управляет некоторыми его активами. В течение последующих двух лет фракция Патриотов России в городском совете, контролируемая Быковым, уменьшилась на 5 человек, которых исключили из партии.
На досрочных выборах губернатора Красноярского края в 2014 году поддержал Ивана Серебрякова, занявшего третье место с результатом в 13,9 % (при явке в 31,27 %), уступив лишь кандидату от «Единой России» Виктору Толоконскому (первое место) и кандидату от «КПРФ» Валерию Сергиенко (второе место).
В настоящее время прямому участию Быкова в выборах мешает «криминальный фильтр» — введенное в феврале 2015 года ограничение на участие в выборах лиц с непогашенной судимостью по тяжким статьям. Согласно закону, осужденные к лишению свободы за совершение тяжких преступлений лишаются права баллотироваться в течение 10 лет со дня снятия или погашения судимости, а совершившие особо тяжкие преступления — в течение 15 лет. Соответствующий срок у Быкова истекает в 2020 году. Быков, однако, заявил о своей решимости преодолеть это ограничение, установленное местными законодателями.
20 июля 2016 года избирательная комиссия Красноярского края отказала Быкову, возглавляющему краевой список партии «Патриоты России», в регистрации в качестве кандидата в депутаты Законодательного собрания Красноярского края. 22 июля 2016 года он обратился в Красноярский краевой суд с заявлением отменить оспариваемое решение и обязать избирательную комиссию зарегистрировать его в качестве кандидата в депутаты в составе краевого списка кандидатов. 26 июля 2016 года Красноярский краевой суд в открытом судебном заседании рассмотрел административное дело по иску Быкова и отказал в удовлетворении административного иска. Вместо Быкова список партии «Патриоты России» на выборах в Законодательное собрание возглавил Иван Серебряков. 12 августа 2016 года Верховный Суд отказал Быкову в удовлетворении его требований по отмене решения Краевого суда и краевой избирательной комиссии по исключению его из списков «Патриотов России».
В 2016 году фракция Быкова «Патриоты России» на выборах в Законодательное собрание Красноярского края получила один мандат из 52, набрав 6,5 % голосов.

### Спортивная деятельность
В 1994 году Быков был избран президентом Федерации бокса Красноярского края. В 1998 году — президентом Федерации бокса России, с 2000 года стал почётным президентом.
Является обладателем Золотого ордена Международной ассоциации любительского бокса (AIBA).
В 2005 году Быков организовал проведение в Красноярске международной матчевой встречи по боксу между молодёжными сборными России и Кубы с участием звезд мирового бокса. В 2010 году в честь 65-летия Победы в Великой Отечественной войне организовал первый в истории города международный турнир по профессиональному боксу как образцы высших спортивных достижений, на которые были также приглашены ветераны войны и спорта.

## Награды
За свою активную общественную и благотворительную деятельность Быков был награждён:
- Почётной грамотой Главы города Красноярска за содействие органам местного самоуправления в улучшении социально-экономического положения города Красноярска — 19.09.1998;
- Золотым орденом Международной федерации любительского бокса (AIBA) — 04.05.2001;
- Почётной грамотой Законодательного Собрания Красноярского края за создание негосударственного образовательного учреждения «Детский дом „Иван да Марья“» и благотворительную деятельность — 2002;
- Почётной грамотой Главы города Красноярска за большой вклад в развитие города и в связи с 375-летием Красноярска — 2003;
- Почётной грамотой Красноярского городского Совета за целевой и системный характер проводимых благотворительных акций и мероприятий для социально незащищенных категорий населения — январь 2003;
- Архиерейской грамотой Архиепископа Красноярского и Енисейского Антония за труд во славу святой церкви — 19.09.2003;
- Орденом Русской православной церкви Святого благоверного князя Даниила Московского 3 степени за труды по строительству храма в г. Красноярске — 2004;
- Почётной грамотой Всероссийской общественной организации Героев, кавалеров государственных наград и лауреатов государственных премий «Трудовая доблесть России» за активное участие в судьбе Родины, особые заслуги в труде, патриотический и ратный труд во славу России — 2010;
- Знаком отличия «За заслуги перед городом Красноярском» — 2011.

## Собственность
Электронное издание «Тема дня» в мае 2001 года отмечало:
По экспертным данным, Анатолий Быков в разное время контролировал крупнейшие металлургические и энергетические предприятия Красноярского края, в том числе:
- ОАО «Красноярский алюминиевый завод»;
- ОАО «Красноярский металлургический завод»;
- ОАО «Красноярскэнерго»;
- ОАО «Красноярская ГЭС»;
- ОАО «Ачинский глинозёмный комбинат»;
- ОАО «Ачинский нефтеперерабатывающий завод»;
- ОАО «Красноярская железная дорога»;
- Банк «Металэкс»;
- Страховая компания «Медистал».

В 1995 году все вышеперечисленные предприятия были объединены в организованную Быковым финансово-промышленную группу «ТАНАКО».
В 1998 году Быков создал «Красноярскую топливную компанию», ставшую посредником в финансовых делах всех угольных разрезов края.
С 2002 года ведёт жёсткую конкурентную борьбу с корпорациями «Русский уголь» и «Русский алюминий».

Электронное издание «Проспект Мира» в ноябре 2015 года указывало: 
В инвесткомпании «Европа» (в собственности которой одноимённый офисно-деловой центр) Анатолий Петрович — президент и единственный учредитель. Его доля в уставном капитале 175 млн рублей. Другой официальный бизнес связан с медициной — Центр коррекции зрения «Окулюс» принадлежит Быкову на 100 процентов (в уставный капитал Быков вложил 10 тыс. рублей, 35,4 млн — ИК «Европа»). Ещё один бизнес — завод по производству литых автомобильных дисков из алюминия «СКАД» в Дивногорске, в устав которого не названная частная компания внесла 425 млн рублей. «Анатолий Петрович является одним из учредителей предприятия, рассчитанного на 250 рабочих мест», — сообщается на сайте Быкова.  
Владеет агропромышленным комплексом «Деметра». 3 августа 2016 года бывший работник Олег Тюменцев обвинил компанию, владельцем которой является в присвоении его лошадей и имущества на сумму более полмиллиона рублей, а также невыплате заработной платы, хотя и не привёл доказательств воровства, пояснив, что лошади принадлежат комплексу. Тюменцев направил по данному факту сразу три заявления — в прокуратуру, трудовую инспекцию и полицию.

### Интервью и выступления
- Анатолий Быков о КЭФ-2013 // Анатолий Быков о X Красноярском экономическом форуме
- Встреча лидеров двух партий — Акбулатов и Быков // Дебаты Анатолия Быкова с мэром Красноярска Эдхамом Акбулатовым в эфире телеканала «Центр Красноярск», 23 апреля 2013
- Выборы 2013: Анатолий Быков — Валерий Семёнов // Дебаты Анатолия Быкова с первым заместителем Председателя Законодательного собрания Красноярского края Валерием Семёновым в эфире телеканала «Центр Красноярск», 2 июня 2013